# Tatra Kolín
Tatra Kolín je pojmenování továrny, která byla založena jako samostatný podnik Továrna na vozy v Kolíně-Zálabí na Ovčárecké ulici čp. 312. Postupem času podnik přecházel pod správu velkých koncernů: Tatra, Škoda a ČKD.

## Vznik
Na ustavující valné hromadě dne 7. května 1900 založili akcionáři za účelem výroby vozů a jiných výrobků ze dřeva a kovů a obchod těmito výrobky společnost Továrna na vozy akciové společnosti v Kolíně.
Mezi zakladatele firmy patřil:
- kontrolor kolínského lihovaru Karel Latzel ml.[4]
- majitel tiskařského závodu Josef Bayer[5]
- lékárník Antonín Fifka
- obchodník a majitel domu Josef Nosek
- účetní kolínské filiálky Pražské úvěrové banky Otto Vlk
- kolínský advokát a pozdější purkmistr JUDr. Alfréd Jelínek
- majitel realit Emanuel Mašín
- inspektor severozápadní dráhy v Praze Jan Sixta
- městský lékař MUDr. Josef Steppan
- majitel realit Josef Spálený
- ředitel továrny Bacílek se synem
- architekt Čeněk Křička[6]
- JUDr. Ladislav Radimský, člen správní rady Akciové společnosti na vyrábění lučebnin v Kolíně[7]

Prvních pět osob založilo o několik měsíců později i společnost Česká akciová společnost pro rafinování petroleje v Kolíně.
Vedení firmy od začátku používalo k označení firmy „logo" - nápis FRAM. Nápis byl na budovách firmy, na dopisních papírech i na výrobcích firmy. Samotné slovo nevzbuzovalo emoce, pocházelo z norštiny, kde FRAM znamená „vpřed". Fram byl název lodi, kterou proslavil svými polárními expedicemi Fritjof Nansen a Otto Sverdrup.
Nelibost vzbuzoval nápis Wagenfabrik „Fram" in Kolin, který byl kritizován jako nečeský.
Dne 1. října 1900 byla zahájena výroba silničních vozů, jejich servis a výroba všech dřevěných i kovových součástí. Firma chtěla proniknout i na trh železničních vozů, a tak v roce 1902 vyrobila továrna první vagon.

## Zastavení výroby
Podnikatelský plán byl ambiciózní, ale továrna nedostala úvěr od Pražské úvěrní banky. V roce 1905 byla kapitálově slabá firma pronajata za 30 000 K měsíčně Nájemnímu konsorciu vagónek, jejímiž členy byly:
- František Ringhoffer,
- Grazer Maschinen- und Waggonbau-Aktiengesellschaft vormals Johann Weitzer
- Studénecké továrny na vozy,
- Kopřivnická společnost továrny na vagony,
- Akciová společnost továren pro stavbu strojů a vagónů v Simmeringu (Maschinen- und Waggonbau-Fabriks-Aktiengesellschaft in Simmering, vormals H.D. Schmid)

Konsorcium se nájmem zbavilo možné konkurence, kolínská továrna výrobu vagonů zastavila. Budovy továrny využívala armáda během 1. světové války jako lazaret. Nájemní smlouva byla prodlužována až do roku 1916.

## Výroba obnovena
Po vypršení nájemní smlouvy začala obnova vagonky. Armáda vyklidila objekty továrny. Výroba se rozjížděla velmi pozvolna důsledkem nedostatku pracovních sil, materiálu a uhlí.
V srpnu roku 1918 se podařilo získat do správní rady Františka Křižíka, který měl v Kolíně filiálku svých Českomoravských elektrotechnických závodů. a také získat zakázku na opravu vagónů rakouských drah.
Firma vystupovala pod jménem Továrna na vozy, a.s., Kolín.
Po vzniku Československa vypisovaly soutěže na dodávky vagonů Československé státní dráhy. Výhodou kolínské továrny byl český charakter firmy. Zakázky zabezpečily ziskovost firmy, nikoli její potřebný růst. Za pět let od vzniku Československa nakoupil stát vozy za více než 3 miliardy Kč, z toho více než 1 miliardu Kč inkasoval Ringhoffer. Továrna na vozy v Kolíně vyrobila za pět let pro stát vozy za 20 mil. Kč; méně inkasovala jen fryštátská továrna - 12 mil. Kč.
V roce 1923 uzavřely domácí vagonky kartelovou dohodu o rozdělení výrobních kvót. Ringhofferovy závody si v kartelu udržely vedoucí postavení, navíc ještě v roce 1923 pohltily podnik v Kopřivnici. Existence kartelu byla patrná i ve zprávě ze dne 22. prosince 1924, když ministerstvo železnic zadalo výrobu:
- Ringhoferovým závodům na Smíchově 90 osobních a 204 nákladních vozů
- Kopřivnické vozovce v Kopřivnici 139 osobních a 191 nákladních vozů
- Studénské továrny na vagony ve Studénce 39 osobních a 70 nákladních vozů
- Brno-Královopolské strojírně 28 osobních a 53 nákladních vozů
- Severočeské vozovce v České Lípě 10 osobních a 75 nákladních vozů
- Hosp. a voj. vozové továrně Účastnická spoločnosť v Hlohovci 10 osobních a 80 nákladních vozů
- Kolínské továrně na vozy v Kolíně 10 osobních a 50 nákladních vozů

V roce 1924 měly ČSD 115 017 nákladních vozů, v roce 1930 jejich počet klesl na 109 439 vozů. Pokles stavu vozů byl eliminován zadržováním zahraničních vozů v počtu až 1 000 jednotek, což bylo kritizováno zahraničními dopravci. Na rok 1932 bylo objednáno u vagonek 730 vozů, místo potřebných 2 000 vozů.
Výrobní program továrny se rozšířil o hospodářské a vojenské vozy a opravu a později i výrobu železničních cisternových a osobních vagonů, motorových a vlečných tramvajových vozidel. 
Dne 19. prosince 1936 oznámily ČSD, že v rámci zakázky za 34 mil. Kč vyrobí Kolínská vozovka 6 osobních vagonů II. třídy, 12 osobních vagonů III. třídy a 5 poštovních vagonů.
Dne 22. května 1937 bylo oznámeno, že ministerstvo veřejných prací vypsalo zakázku pro Kolínskou vozovku a další dvě vagonky na výrobu 100 cisteren pro státní rafinerii v Dubové.
V roce 1938 vyráběla vagonka vysokostěnné vozy řada Vz.
V letech 1937 a 1938 závod vyrobil tři lanové kabiny pro Tatranskou Lomnici- Lomnický štít.
Před napadením Sovětského svazu dne 21. června 1941 se v kolínské vagonce vyráběly širokorozchodné (1520 mm) vagony.
V roce 1941 byla kolínská Vozovka začleněná do koncernu Ringhoffer-Tatra.

## Výroba pro okupanty
Těžký průmysl Protektorátu se orientoval na zbrojní výrobu pro Wehrmacht. Správní rada Továrny na vozy projednávala přechod na válečnou výrobu dne 7. prosince 1942. Dne 18. prosince 1943 dostala továrna objednávku na 500 ks polopásových (kolopásových) tahačů „schwere Wehrmachtschlepper" (sWS) neboli těžký tahač Wehrmachtu. Ringhoffer-Tatra přemístil  výrobu vagonů z kolínského závodu do závodu v Praze-Smíchově již ve třetím čtvrtletí roku 1943.  Továrna v Kolíně se stala zbrojovkou, proto dostala přednostně minimálně 70 obráběcích strojů: čtyřvřetenový obráběcí stroj, odvalovací frézy na ozubení, brousící stroj na ozubení, kalící stroje aj.  Motory a přední nápravu dodala firma Büssing-NAG. Objednávku na 500 kusů firma nedokončila; vyrobila 25 kusů a 75 kusů rozpracovala.

## Po 2. světové válce
Vyhláškou ministra průmyslu č.1603 ze dne 25. července 1949 byla zřízena Kolínská vagonka, národní podnik.
Vyhláška ministra průmyslu č.2652 ze dne 14. prosince 1949 mění název na Vagonka Tatra Kolín, národní podnik Tato vyhláška stanovila změny názvů i ostatních továren na vagony:
- Českolipská vagonka, n. p. na vagonka Tatra Česká Lípa, n. p.
- Studenecká vagonka, n. p. na Vagonka Tatra Studénka - Butovice, n. p.
- Smíchovská vagonka, n. p, na Vagonka Tatra Smíchov, n. p

## Podnik / Závod
Termíny podnik a závod se používaly v různých oblastech společnosti, ale ani při používání v úzkém segmentu společnosti - ekonomiky neměly jasnou definici:
1. závod jako firma, kterou podnikatel zavedl mimo jiné i do rejstříku[28]
2. závod jako stupeň vertikálního řízení v posloupnosti podnik - závod - provoz - dílna[28]
3. podnik jako entita mající právní subjektivitu
4. podnik jako entita mající právní subjektivitu, ale nadřízený jiným podnikům s právní subjektivitou (Ústřední orgán YX národní podnik nadřízený národnímu podniku YZ)

Úřední list Československé republiky zveřejnil oznámení o Vagonce Tatra Kolín, n. p., závod Dukelských hrdinů.  Vagonka Tatra Kolín byla stále podnikem s právní subjektivitou, přívlastek závod byl zvolen pro neslučitelnost pojmu podnik (podnikání) s Dukelskými hrdiny.

## Další názvy
Dne 6. listopadu 1951 zřídil okresní soud civilní v Praze VI. Strojírny Tatra Kolín, národní podnik se sídlem Ovčárecká ulice 312.
V roce 1953 je podnik přiřazen v souvislosti s výrobou energovlaků - kompletních parních elektráren 2,5 MW na železničním podvozku) k národnímu podniku Závody V. I. Lenina Plzeň.
Dne 1. dubna 1958 byly vytvořena Výrobně hospodářská jednotka (VHJ) Závody V. I. Lenina Plzeň způsobem, že Strojírna Tatra Kolín byla podřízena jako pobočný podnik základnímu podniku Závody V. I. Lenina Plzeň.
K 1. říjnu 1961 byl podnik zahrnut do VHJ ČKD Dukla se sídlem v Praze, jako závod Tatra Kolín. Výroba vagonů byla v roce 1961 zastavena.Mezi výrobky továrny patřila řada olejových hořáků RH 32 - RH 315 se spotřebou 32 kg/hod - 315 kg/hod oleje.
V roce 1981 byl jmenován do funkce ředitele odštěpného závodu Tatra Kolín Ing. Václav Korbel.
Od roku 1983 došlo ke změně v organizační struktuře a závod Tatra se stal samostatným závodem koncernového podniku ČKD Dukla.
V roce 1984 měla továrna ČKD Dukla, závod Tatra Kolín výrobní sortiment:
- průmyslové kotle do 75 tun
- zařízeni úpraven vod pro kotle
- součásti úpraven městských spaloven odpadních hmot

Dne 25. června 1990 byly zakládací listinou federálního ministerstva hutnictví, strojírenství a elektrotechniky zřízeny Strojírny Kolín, státní podnik.
Dne 28. dubna 2000 byl prohlášen Usnesením Krajského obchodního soudu v Praze konkurs na majetek obchodní společnosti Strojírny Kolín, státní podnik a ustaven konkursní správce.

## Zajímavost
V letech 1963 – 1967 pracoval v závodní účtárně  Miloš Zeman.
Od roku 1948 začal vycházet závodní časopis Tatra – Závod Kolín.  Později byl přejmenován na Tatrovák, v šedesátých letech na Kolínský tatrovák.